# عین الحمام، حماة
عین الحمام (به عربی: عین الحمام) یک روستا در سوریه است که در ناحیه زیاره واقع شده‌است. عین الحمام ۷۳۴ نفر جمعیت دارد.